# 暗黑破壞神II：毀滅之王
《暗黑破坏神II：毁灭之王》是动作角色扮演游戏《暗黑破坏神II》的资料片。与前作《暗黑破坏神》的资料片《暗黑破坏神：地狱火》不同，《暗黑破坏神II：毁灭之王》是由游戏原作的研发商暴雪北方亲自开发并由暴雪娱乐发布的一款资料片。和其他的游戏资料片不同的是，《暗黑破坏神：毁灭之王》不仅添加了两个新的角色、许多新的武器和一个新的关卡，而且引人瞩目地将《暗黑破坏神II》的游戏方式，特别是多人游戏方式重新设计。

## 简介
《暗黑破坏神II：毁灭之王》为原作添加了许多新的游戏元素，其中包括：
- 新添加了两个新的角色：刺客和德鲁伊。
- 新添加了一个关卡：位于北部野蛮人高原亚瑞特山脉，并添加新的BOSS毁灭之王巴尔。
- 新添加众多物品：

“符文”可以嵌入凹槽，从而提供有别于宝石的附加属性。
使用“赫拉迪姆方块”，可以增强物品属性。
“制造物品”与稀有物品十分相似，但玩家无法从击杀怪物掉落或从任务中获得。只有通过赫拉迪方块和正确的物品配方才能合成。
“符文之语”是对物品通过一定顺序的符文镶嵌，而获得附加的、强大的物品属性。
“珠宝”带有随机的魔法属性，有别于原作中的带有固定属性宝石。可以镶嵌入带有凹槽的物品，从而使物品获得相应的属性。
“无形的物品”往往属性强大，但是它们的耐久度很低，而且无法修理。
“护身符”放置在随身的箱子内，能为角色提供附加的属性值。
角色特定的武器只能由特定的角色使用，例如：爪只能由刺客使用。
新添加了许多稀有物品和套装物品，包括角色特定物品。
- 储物箱比原作扩大了两倍。
- 新增了一组武器组合，可以通过热键进行切换。
- 雇佣兵可以跟随角色穿越任何关卡。他们同样也可以装备武器和护甲，可以获得自己的经验值并升级（通常是跟随角色一同升级的），可以使用药水恢复生命，可以被复活。
- 游戏可以不仅可以在原始640x480分辨率下运行，而且可以在800x600分辨率下运行。

## 主线
杀死墨菲斯托和迪亚波罗后，大天使泰瑞尔开启了通往哈洛加斯的传送门，哈洛加斯位于北方野蛮人高原亚瑞特山脉，是野蛮人的圣城，亦是世界之石的所在。毁灭之王巴尔率领他的地狱大军抵达了亚瑞特山脉，试图污染世界之石。当玩家控制的角色跨越重重障碍，抵达亚瑞特山脉，击败巴尔后，大天使泰瑞尔察觉世界之石已被巴尔污染，无奈之下只得摧毁世界之石。

## 新角色

### 刺客
在维兹杰雷幸免于巴图克和赫拉迪姆所带来的灾难之后，魔法杀手们的规则形成了。她们的任务是密切注意可能被邪恶的力量所控制的浪人祭师，为了在执行任务的时候不为恶魔所引诱，她们的很多训练都是极其有效的。
她们不为人所知，在一般人的口中，她们的出现只限于传闻和神话，甚至那些祭师对她们也是所知甚微。她们的名声为神秘所笼罩，那些知道她们真实存在的人由于畏惧她们的报复，而使得她们能最大限度的远离堕落。
暗杀者们不直接使用魔法技能，她们宁愿使用魔法物品来摹拟出元素力量，或者单独使用的这些装备。为了进一步避免可能发生的堕落，她们更加关注普通人的自然能力—智慧的力量和徒手搏击。

### 德鲁伊
从东方魔法氏族独立出来的德鲁伊教派的信徒们在索格伦的北部的森林中继续钻研着那些不可思议的魔法。他们通常远离人群，居住在用葡萄树和常春藤遮盖的巨石城堡中，只效忠于部落的首领。像自然界的主人那样，他们能控制大自然的生物和大自然神奇的能量。
也许这些德鲁伊教徒的最值得注目的技能是变身成各种动物，由于拥有这样的才能，在他们管辖下的部落民众知道他们是无所不在的。当想到那些普通的野兽有可能是复仇心重的德鲁伊教徒所变化的，许多潜在的叛乱被抑制了。
德鲁伊教徒同时控制着自然的力量和魔法的精华，他的自然力量赋予他控制火、土和风的能力，和大自然最初的契约允许他支配很多的野兽和植物，召唤鹰、狼、藤蔓，甚至自然界的精灵也要听命于他。同样他还可以转换自己的形态，例如变成一只巨大的熊或者是一匹可怕的狼，然后用这些形态更进一步地提升自己的力量。

## 外部連結
- （繁體中文）在暴雪娱乐上的官方网站 （页面存档备份，存于）
- （英文）在战网上的官方网站 （页面存档备份，存于）